# Боггарт
Боггарт (англ. boggart — привидение, домовой) — дух или домовой в английской низшей мифологии. Обычно боггарт дружелюбно настроен к хозяевам дома, но иногда способен и на злые проделки (отвязывает домашний скот, бьет посуду, крадет пищу). Кроме того, подобные существа известны в США под именем боуги или боугимен, в Шотландии их называли богл, в Германии — боглеман. Показываются в основном ночью, когда их легче спутать с настоящими чудовищами.
Духи обычно привязаны к дому, и в этом случае единственный способ избавиться от них — переехать. Однако, случается, что боггарт берёт на себя труд переехать вместе с обитателями дома. И чем больше отчаивается семья, тем веселее боггарту.

## В мире Гарри Поттера
Джоан Роулинг в книгах о Гарри Поттере даёт своеобразный образ боггарта. В трактовке Роулинг боггарт отличается от прочих привидений тем, что умеет превращаться в существо, объект или предмет, которого человек боится больше всего. Они обычно обитают в закоулках дома, под кроватью, в ящике под умывальником, в шкафах, иногда даже в футляре от напольных часов, так как любят темноту. Пока боггарт находится, допустим, в шкафу, он ещё ничего собой не представляет, поскольку не знает, кого и чем будет пугать. Высмеять боггарта можно заклинанием Ридикулус.